# Ossido di ittrio
L'ossido di ittrio, noto anche come ittria, è l'ossido dell'ittrio con formula Y2O3. A temperatura ambiente si presenta come un solido grigio-bianco inodore.

## Proprietà
L'ossido di ittrio ha cristalli cubici con costante di reticolo a = 10,6018(7) Å. Il suo simbolo di Pearson è cI80 e il suo gruppo spaziale è Ia3 (gruppo n° 206).
La conduttività termica dell'ossido di ittrio è {\displaystyle 27\,\mathrm {W/(m\cdot K)} }.

## Usi

### Fosfori
L'ossido di ittrio è ampiamente utilizzato per produrre i fosfori Eu:YVO4 (ittrio ortovanadato) e Eu:Y2O3 che davano il colore rosso negli schermi a tubo catodico della TV a colori.

### Laser a ittrio
L'ossido di ittrio è un potenziale materiale per laser a stato solido. In particolare, i laser con itterbio come drogante consentono il funzionamento efficiente sia in funzionamento continuo che in regime pulsato. Ad alta concentrazione di eccitazioni (dell'ordine dell'1%) e scarso raffreddamento, avviene l'estinzione dell'emissione a frequenza laser e l'emissione a valanga a banda larga. (I laser a base di ittrio non devono essere confusi con i laser YAG che utilizzano granato di ittrio e alluminio, un cristallo ampiamente utilizzato per droganti laser di terre rare).

### Illuminazione a gas
L'uso originale del minerale ittrio e lo scopo della sua estrazione da fonti minerali era parte del processo di fabbricazione di manti gassosi e altri prodotti per accendere le fiamme dei gas prodotti artificialmente (inizialmente idrogeno, successivamente gas di carbone, paraffina o altri prodotti) nella luce visibile dall'uomo. Questo uso è quasi obsoleto: al giorno d'oggi il diossido di torio e l'ossido di cerio(III) sono componenti largamente più utilizzati di tali prodotti.

### Ceramica dentale
L'ossido di ittrio viene utilizzato per stabilizzare la zirconia nelle ceramiche dentali prive di metallo e ceramica di ultima generazione. Si tratta di una ceramica molto dura utilizzata come materiale di base resistente in alcuni restauri in ceramica integrale. La zirconia utilizzata in odontoiatria è l'ossido di zirconio che è stato stabilizzato con l'aggiunta di ossido di ittrio. Il nome completo della zirconia utilizzata in odontoiatria è "zirconia stabilizzata con ittrio" o YSZ.

### Filtri per microonde
L'ossido di ittrio viene anche usato per produrre granati di ferro di ittrio, che sono filtri per microonde molto efficaci.

### Superconduttori
L'ossido di ittrio viene utilizzato per realizzare il superconduttore ad alta temperatura YBa2Cu3O7, noto come "1-2-3" per indicare il rapporto tra i costituenti metallici:
{\displaystyle {\ce {2Y2O3\ +\ 8BaO\ +\ 12CuO\ +\ O2->4YBa2Cu3O7}}}
Questa sintesi è tipicamente condotta a 800 °C.

### Sintesi inorganica
L'ossido di ittrio è un importante punto di partenza per i composti inorganici. Per la chimica organometallica viene convertito in cloruro di ittrio (YCl3) in una reazione con acido cloridrico concentrato e cloruro di ammonio.

## In natura
L'yttrialite-(Y), approvato come nuova specie minerale nel 2010, è la forma naturale dell'ittrio. È estremamente raro, si trova come inclusioni in particelle di tungsteno autoctone in un deposito alluvionale del fiume Bol'shaja Pol'ja in Siberia. Come componente chimico di altri minerali, l'ossido di ittrio fu isolato per la prima volta nel 1789 da Johan Gadolin da minerali di terre rare in una miniera nella città svedese di Ytterby, vicino a Stoccolma.